# Eosentomon paramonis
Eosentomon paramonis är en urinsektsart som beskrevs av Sören Ludvig Paul Tuxen 1976. Eosentomon paramonis ingår i släktet Eosentomon och familjen trakétrevfotingar. Inga underarter finns listade i Catalogue of Life.